# Paul Mersmann der Ältere

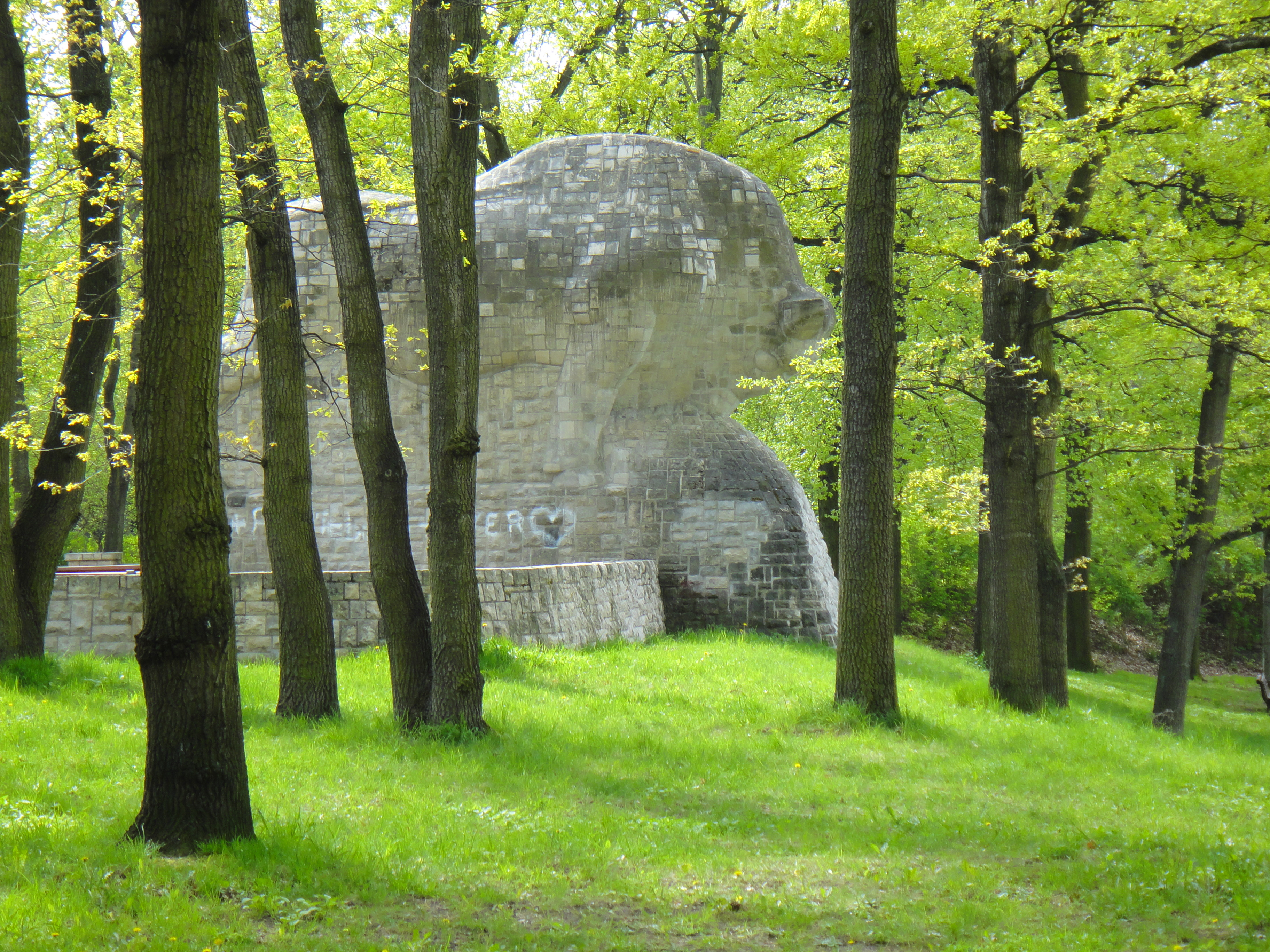
Auerochse von Paul Mersmann

Paul Mersmann (* 30. Oktober 1903 in Münster; † 10. März 1975 in Senden) war ein deutscher Bildhauer.
Mersmann war als Bildhauer insbesondere in Berlin aktiv. Als sein bekanntestes Werk gilt wohl die Stierplastik Auerochse auf dem Berliner Alboinplatz. Sein Sohn Paul Mersmann der Jüngere war ebenfalls Bildhauer.